# 黑喉歌鸲
黑喉歌鸲（学名：Calliope obscura）为鶲科野鸲属的鸟类。分布于泰国以及中国大陆的甘肃、陕西等地，常见于针叶林的竹丛或灌丛间。该物种的模式产地在甘肃。
黑喉歌鸲非常罕见，1886年在中国甘肃被发现后，总共只观察到58只成年黑喉歌鸲。